# Kevin Tancharoen
Kevin Harwick Tancharoen (Los Angeles, 23 de abril de 1984) é um dançarino, coreógrafo e diretor norte-americano.

## Biografia
Tancharoen nasceu em Los Angeles, California, é irmão da roteirista Maurissa Tancharoen, e ficou conhecido como coreógrafo da cantora Madonna e, posteriormente, como diretor da "The Onyx Hotel Tour", turnê da cantora Britney Spears. Em 2007, fez parte da equipe que criou o reality show da MTV DanceLife.
Debutou como diretor em 2009 com o filme Fame, uma regravação do filme homônimo de 1980. Em 2010, Tancharoen produziu e dirigiu o curto-metragem Mortal Kombat: Rebirth para mostrar à Warner Bros., proprietária da Midway Games e detentora dos direitos sobre a franquia "Mortal Kombat" sua visão para um novo longa-metragem. O curta foi consideravelmente bem-recebido, e em janeiro do ano seguinte, Tancharoen foi anunciado pela própria Warner Bros. como diretor de uma "websérie" de dez episódios a ser disponibilizada pela internet, descrita como "uma antologia de múltiplos curta-metragens com atores reais, fornecendo uma abordagem nunca antes vista dos personagens que figuram no vindouro novo videogame, assim como no universo do jogo" e servirá para promover o lançamento do jogo Mortal Kombat 9, previsto para ser disponibilizado em 19 de abril de 2011.

## Filmografia
- Fame (2009)
- Mortal Kombat: Rebirth (2010)
- Mortal Kombat: Legacy (2011)
- Glee: The 3D Concert Movie (2011)
- Mortal Kombat (2013)
- Sequestered (2014)